# Єнджиховиці (Жарський повіт)
Єнджиховиці (пол. Jędrzychowice, нім. Hennersdorf) — село в Польщі, у гміні Тшебель Жарського повіту Любуського воєводства.
Населення — 103 особи (2011).
У 1975-1998 роках село належало до Зеленогурського воєводства.

## Демографія
Демографічна структура станом на 31 березня 2011 року:
|          | Загалом | Допрацездатний вік | Працездатний вік | Постпрацездатний вік |
| -------- | ------- | ------------------ | ---------------- | -------------------- |
| Чоловіки | 50      | 15                 | 30               | 5                    |
| Жінки    | 53      | 14                 | 28               | 11                   |
| Разом    | 103     | 29                 | 58               | 16                   |